# چشم‌چران (فیلم)
چشم‌چران (انگلیسی: Peeping Tom) یک فیلم ترسناک اسلشر به کارگردانی مایکل پاول است که در سال ۱۹۶۰ منتشر شد. شخصیت اصلی این فیلم مرد جوانی است که در یک استودیوی فیلم‌سازی کار می‌کند و به انواع پارافیلیا (گرایشات جنسی غیر جریان اصلی/ ناهنجارانه)، از جمله اسکوپتوفیلیا (چشم چرانی) مبتلا است. فیلم چشم چران با توجه به موضوع تابو وار، فیلمنامهٔ قوی، تکنیک‌های سینمایی استفاده شده در آن، و خود ارجاعی اش به رسانهٔ سینما، با در نظر گرفتن تاریخ ساخته شدنش، اثری خاص و بی نظیر است.
کاراکتر اصلی این فیلم مرد جوانی به نام مارک لوئیس (Mark Lewis) با هنرنمایی کارل بوم (Carl Boehm) است که روزها در یک استودیوی فیلم‌سازی به عنوان دستیار فیلمبردار، و همچنین به عنوان عکاس در یک استودیوی تولید عکس‌های پورنوگرافیک کار می‌کند، ولی شب‌ها دست به قتل‌هایی غیرعادی بخاطر اختلالات روانی و گرایش‌های جنسی اش می‌زند.
در زمان اکران چشم چران در سال ۱۹۶۰، همان‌طور که می‌توان انتظار داشت، این فیلم مورد ارزیابی بسیار منفی منتقدین قرار گرفت، که باعث تیره شدن کارنامهٔ مایکل پاول، کارگردان این فیلم، شد. اما بعدها با ارزیابی مجدد توسط دیگر منتقدین، از این فیلم به عنوان یک شاهکار یاد شد، به طوری که انستیتوی فیلم بریتانیا آن را جز بهترین فیلم‌های تاریخ سینمای بریتانیا فهرست کرد.

## بازیگران
- هاینز بوم
- آنا مسی
- پاملا گرین
- جک واتسون
- ازموند نایت
- مایکل پاول
- میلز مالسون
- نایجل داونپورت
- مَـکسین آدلی